# Morten Bisgaard
Morten Bisgaard (Randers, 1974. június 25. –), dán válogatott labdarúgó.
A dán válogatott tagjaként részt vett a 2000-es Európa-bajnokságon.

## Sikerei, díjai
Udinese
- Intertotó-kupa győztes (1): 2000